# 松田元陸
松田 元陸（まつだ もとみち）は、戦国時代の武将。元隆とも呼ばれる事が多いが復元された系図により元陸という名であった事が判明した。

## 経歴
松田元藤（元勝）の子として誕生。
祖父の松田元成の戦死以降、赤松氏や浦上氏との対立が根深い松田氏であったが永正16年（1519年）、赤松義村と対立し三石城に籠もった浦上村宗と元陸は密かに同盟し、村宗と義村の対立騒動では常に村宗方に味方し、村宗の赤松家中の実権掌握の一翼を担う。それにより元陸の権力も強まり、大永2年（1522年）、12代将軍・足利義晴により侍所所司代に命ぜられる。後に日蓮宗妙覚寺の別当も務めた。
享禄4年（1531年）、義晴の命により天王寺合戦に参加、赤松政祐の裏切りで村宗や細川高国諸共戦死した。